# Vallée de Bió
La vallée Bió (Bal de Bió o Ballibió en aragonais) est une vallée pyrénéenne située dans la comarque de Sobrarbe (province de Huesca), entre les rivières Ara et Cinca.

## Géographie
Elle a pour capitale la commune de Fanlo. Les autres localités qui appartiennent à la vallée sont Bió, Buerba, Buisán, Nerín, Sercué, Gallisué et Yeba, ainsi que les pâturages de Ballarín et de Blasco.
C'est dans cette vallée que se situe la station de ski nordique de Fanlo Bal de Bió.